# Bydagotta, Somvarpet
Bydagotta là một làng thuộc tehsil Somvarpet, huyện Kodagu, bang Karnataka, Ấn Độ.